# Colin Thiele

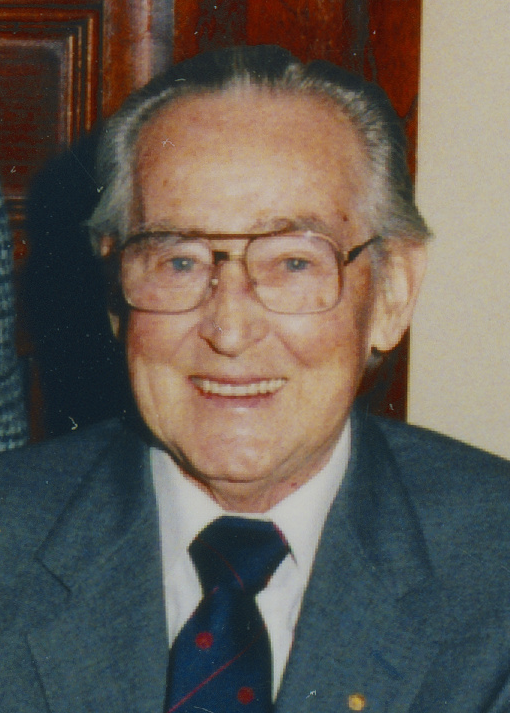
Colin Thiele (2000)

Colin Milton Thiele (* 16. November 1920 in Eudunda, South Australia; † 4. September 2006 in Brisbane, Queensland) war ein australischer Jugendbuchautor.

## Leben
Colin Thiele wurde in Eudunda als viertes von fünf Kindern einer deutschstämmigen Farmerfamilie geboren. Sein Großvater in väterlicher Linie war 1855 von Deutschland nach Australien ausgewandert. 1941 erwarb Thiele an der Universität von Adelaide einen akademischen Grad.
Im Zweiten Weltkrieg war er Korporal in der RAAF im Northern Territory und Neuguinea. 1945 heiratete er Rhonda Gill, mit der er zwei Töchter hatte. Von 1946 bis 1956 unterrichtete Thiele Englisch an High Schools. Von 1957 bis zu seiner Pensionierung 1980 arbeitete er danach in der Lehrerausbildung.
Thiele veröffentlichte über 100 Bücher verschiedener Richtungen (Kinderbücher, historische Biographien, Gedichte, Bücher über Erziehung). Sein literarischer Durchbruch gelang ihm 1963 mit dem Buch Storm Boy.

## Auszeichnungen und Ehrungen (Auswahl)
- 1944 W.J. Miles Poetry Prize
- 1952 Fulbright scholar in den USA und Kanada
- 1959 Grace Levin Poetry Prize
- 1960 Grace Levin Poetry Prize
- 1962 Children’s Book of the Year Award
- 1962 Commonwealth Literary Fund fellowship
- 1977 Companion of the Order of Australia

## Werke (Auswahl)

### Jugendbücher
- The Sun on the Stubble, 1961 (dt. Schafdiebe in der Nacht. Bubenjahre auf einer australischen Farm; Im Tal der Sonne)
- Storm Boy, 1963 (dt. Der Junge und sein Pelikan; Sturm-Boy)
- Blue Fin, 1969 (dt. Die letzte Fahrt der Blue Fin)
- Magpie Island, 1974 (dt. Die Insel des Flötenvogels)
- Albatross Two, 1974 (dt. Kampf um Bohrloch Albatros 2)
- The Hammerhead Light, 1976 (dt. Der alte Leuchtturm)
- The Sknuk, 1977 (dt. Die Ttupak)
- Chadwick's Chimney, 1979 (dt. Die Höhle)
- Pinquo, 1983 (dt. Pinquo oder Die Warnung der Pinguine)
- Coorong Captive, 1985 (dt. Die Spur in der Lagune)
- Seashores and Shadows, 1985 (dt. Der Hai mit der Narbe)
- Danny's Egg, 1989 (dt. Danny hütet einen Schatz)

### Verfilmungen
- Storm Boy, 1976, unter der Regie von Henri Safran, mit Greg Rowe u. a.
- Blue Fin (dt. Die Sturmfahrt der Blue Fin), 1978, unter der Regie von Carl Schultz, mit Hardy Krüger, Greg Rowe u. a.
- The Fire in the Stone, 1984, unter der Regie von Gary Conway
- Gotcha, 1991, unter der Regie von Howard Rubie
- Sun on the Stubble (dt. Im Tal der Sonne) (TV-AUS, 1996), unter der Regie von Robert Marchand, mit Christian Kohlund, Jamie Croft, Josh Picker u. a.
- Storm Boy, unter der Regie von Shawn Seet